# Anthurium clidemioides
Anthurium clidemioides är en kallaväxtart som beskrevs av Paul Carpenter Standley. Anthurium clidemioides ingår i släktet Anthurium och familjen kallaväxter.

## Underarter
Arten delas in i följande underarter:
- A. c. clidemioides
- A. c. pacificum